# Ульрих, Дженнифер
Дженнифер Ульрих (нем. Jennifer Ulrich; 18 октября 1984, Лихтенберг, Восточный Берлин) — актриса Германии.

## Биография
Начала сниматься в 16 лет, первый фильм «Большие девочки не плачут».
Снималась в разных телефильмах и сериалах (сериалы «Место преступления», сказка «Кот в сапогах» и др.), фильмах «Облако» и «Элементарные частицы». Главную роль Дженнифер впервые сыграла в фильме Денниса Ганзеля «Эксперимент 2: Волна», участвовал в конкурсе кинофестиваля «Санденс» в 2008 году.
Дженнифер больше всего любит путешествовать, танцевать и изучать иностранные языки; увлечения — дайвинг, конный спорт. Из музыки она предпочитает панк, рок и хаус.

## Фильмография
- 2002 — «Большие девочки не плачут»
- 2003 — «Дикие ангелы»
- 2004 — «Школьная поездка»
- 2006 — «Облако»
- 2006 — «Элементарные частицы»
- 2007 — Элита спецназа
- 2008 — «Эксперимент 2: Волна»
- 2009 — «Альберт Швейцер»
- 2009 — «Кот в сапогах (Германия)»
- 2010 — «Вкус ночи»
- 2011 — «Номер 205»
- 2012 — «Диаз: Не вытирайте эту кровь»